# Adam (James Bond)
Adam is een personage uit de James Bondfilm Live and Let Die (1973) gespeeld door acteur Tommy Lane.
Adam werkt in dienst van Dr. Kananga. Hij geeft zijn mannen de opdracht om Bond per speedboot achterna te gaan door de bayous van Louisiana. Wie 007 grijpt, blijft leven, schreeuwt hij zijn onderdanen toe. Als niemand van hen Bond weet te pakken, gaat Adam zelf in een speedboot achter de geheim agent aan. Als beide boten in volle vaart recht op elkaar af stevenen, gooit Bond Adam een chemische vloeistof in het gezicht. Adams speedboot begint te tollen en boort zich in een schip, met een enorme explosie als gevolg.